# فرانك ماكنزي روس
فرانك ماكنزي روس هو رائد أعمال كندي، ولد في 19 أبريل 1891 في غلاسكو في المملكة المتحدة، وتوفي في 11 ديسمبر 1971 في فانكوفر في كندا.